# Naruto: Els Guardians de l'Imperi de la Lluna Creixent
Naruto: Els Guardians de l'Imperi de la Lluna Creixent (劇場版 NARUTO 大興奮!みかづき島のアニマル騒動だってばよ, Gekijō-ban Naruto: Dai Kōfun! Mikazuki-jima no Animaru Panikku Dattebayo!) és una pel·lícula d'animació japonesa de 2006 basada en la franquícia de manga i anime de Masashi Kishimoto. És la tercera i darrera pel·lícula de la sèrie durant la Part I, abans que la primera pel·lícula s'estrenés durant la Part II. Es va estrenar a la plataforma AnimeBox el 7 de juliol de 2023 amb doblatge i subtítols en català.
Va ser anunciat el 6 d'agost de 2005 a l'estrena de Naruto: La llegenda de la pedra de Gelel. El lloc web de TV Tokyo afirma va ser llançada en format DVD el 25 d'abril de 2007. El metratge de la pel·lícula es veu als crèdits inicials i finals dels episodis del 197 al 199 de la sèrie d'anime. Als Estats Units, la pel·lícula es va emetre a Cartoon Network el 8 de novembre de 2008 i es va estrenar en DVD l'11 de novembre de 2008.

## Argument
El príncep del País de la Lluna, situat a l'illa de la lluna creixent, en un mar meridional, ha de tornar a casa seva. En Naruto, en Kakashi, la Sakura i en Rock Lee són els encarregats d’escortar-lo. El príncep ha comprat un circ per emportar-se'l a l'illa i hauran de fer tot el possible perquè el viatge transcorri sense problemes. Però un grup de ninges els posaran en dificultats.